# Place du Peyrou (Toulouse)
Pour les articles homonymes, voir Place du Peyrou et Peyrou.
La place du Peyrou (en occitan : plaça del Peiron) est une voie de Toulouse, chef-lieu de la région Occitanie, dans le Midi de la France.

## Situation et accès

### Description
La place du Peyrou est une voie publique. Elle se trouve dans le quartier Arnaud-Bernard.
Elle forme un quadrilatère irrégulier de 815 m2environ. Elle reçoit, à l'ouest, la rue des Salenques, la rue Albert-Lautman et la rue des Lois, et, à l'est, la rue de la Chaîne et la rue Émile-Cartailhac.
La chaussée compte une seule voie de circulation en sens unique, de la rue Émile-Cartailhac vers la rue des Salenques. Elle appartient à une zone de rencontre et la vitesse y est limitée à 20 km/h. Il n'existe pas de bande, ni de piste cyclable, quoiqu'elle soit à double-sens cyclable.

### Voies rencontrées
La place du Peyrou rencontre les voies suivantes, dans l'ordre des numéros croissants :
1. Rue des Salenques
2. Rue de la Chaîne
3. Rue Émile-Cartailhac
4. Rue des Lois
5. Rue Albert-Lautman

### Transports
La place du Peyrou est parcourue et desservie directement par la navette Ville. Les stations de métro les plus proches sont les stations Compans-Caffarelli et Jeanne-d'Arc, sur la ligne de métro , et la station Capitole, sur la ligne .
La place du Peyrou ne possède pas de station de vélos en libre-service VélôToulouse, mais il s'en trouve plusieurs dans les rues voisines : la station no 31 (7 rue des Salenques), la station no 32 (8 rue des Trois-Renards) et la station no 54 (10 rue de la Chaîne).

## Odonymie
L'origine du nom de la place du Peyrou reste peu claire. L'historien toulousain Guillaume Catel, au XVIIe siècle, l'attribuait à un petit pilier de pierre qui aurait porté une statue de saint Laurent, ensuite disparue. L'historien toulousain Pierre Salies, qui réfute cette hypothèse, fait celle de la présence d'un dépôt de pierres de construction qui se serait trouvé à cet endroit, entre le XIe siècle et le XIIe siècle, lors de l'édification de l'imposante église Saint-Sernin. En effet, la place se trouve sur le chemin qui allait du port Bidou (actuel port Saint-Pierre), sur la Garonne, où étaient déchargées les pierres, au chantier de construction (actuelle place Saint-Sernin).
Au XIVe siècle, la place n'existait cependant pas et n'était qu'une rue qui portait le nom, comme la rue Émile-Cartailhac qui la prolonge, de rue du Puits-de-Lauzun. On sait que ce puits se trouvait sur le sol de la place actuelle, au carrefour des actuelles rues des Lois, Albert-Lautmann et des Salenques. Ce nom de Lauzun, dont l'origine est également peu claire, fait peut-être référence, pour Pierre Salies encore, à un dépôt de lauzes (lausas en occitan), des pierres plates utilisées pour couvrir les bâtiments, également utilisées à Saint-Sernin. En 1794, pendant la Révolution française, la rue prit le nom de rue Franklin, en l'honneur du héros de la Révolution américaine et de l'indépendance des États-Unis, Benjamin Franklin, mais ce nom ne subsista pas. Elle prit définitivement le nom de Peyrou lorsque la place fut dégagée en 1895.